# Giovanelli
I Giovanelli (talvolta anche Gioannelli) sono una famiglia aristocratica bergamasca, ascritta al patriziato veneziano e annoverata fra le cosiddette Case fatte per soldo.

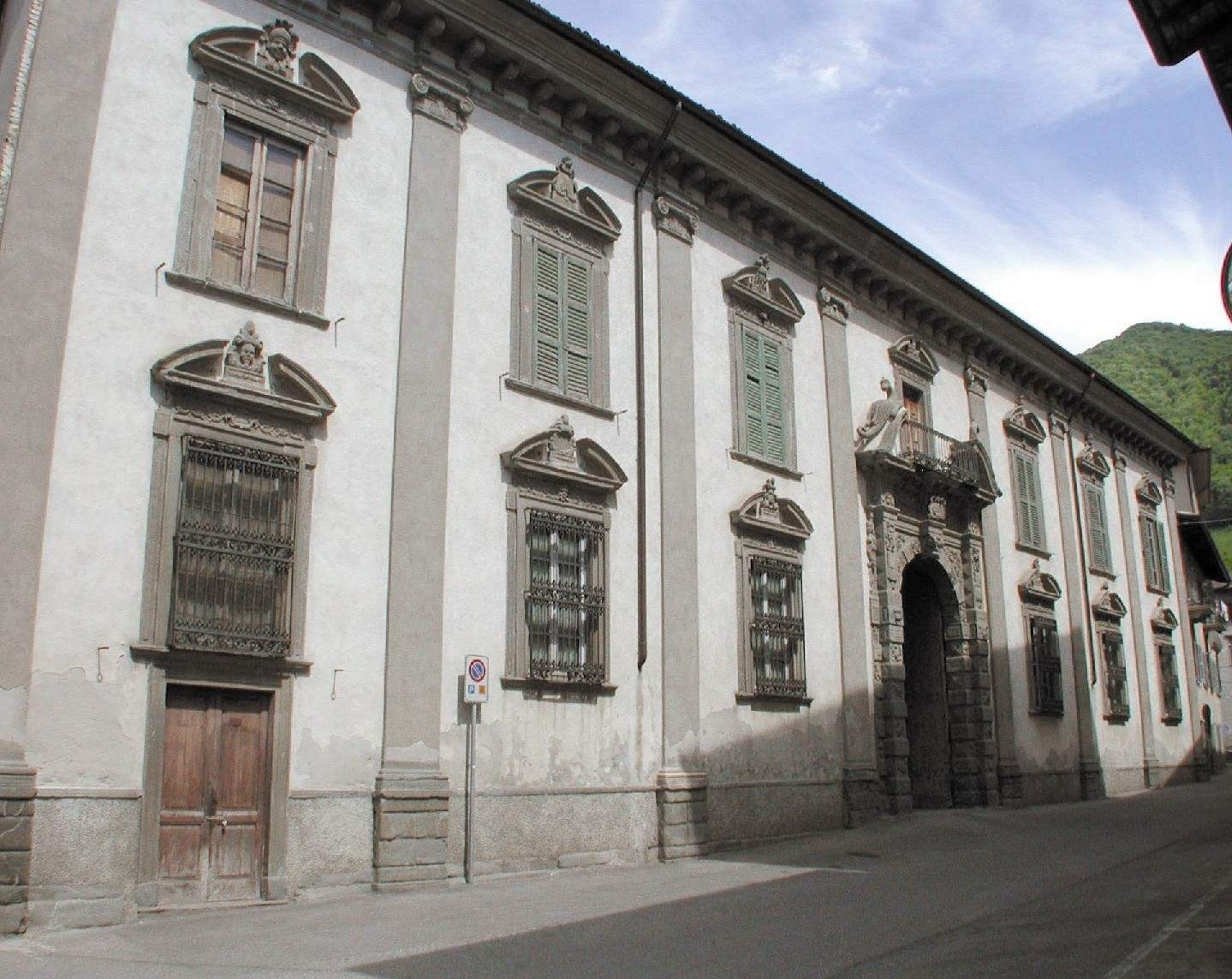
L'esterno del palazzo Giovanelli a Gandino

La famiglia si divise in due rami, quello di Bergamo  tuttora esistente e quello di Venezia ora estinto.

## Storia
I Giovanelli sono un illustre casato originario di Gandino, in provincia di Bergamo. Il nome trae origine dal termine Gioanela, dato a un certo Giovanni vissuto intorno ai primi decenni del Duecento. I personaggi della famiglia divennero importanti commercianti di pannilana, diventando presto una delle famiglie più ricche della bergamasca. Il commercio portò la famiglia a essere presente nelle più importanti città sia d'Italia che d'Europa, formando poi ulteriori rami.
Tra i primi personaggi della famiglia vi furono:
- Gualtiero, vissuto negli ultimi anni del Cinquecento e morto nel 1590, che fu capitano di cavalleria al servizio di Carlo V d'Asburgo e dei suoi successori, forse fu proprio l'imperatore Massimiliano II d'Asburgo a conferire il drappo aureo ricamato con le iniziali della famiglia imperiale, che fu poi posto sulla carrozza della famiglia e su di un drappo esposto nel museo della basilica mariana.[4]
- Francesco, architetto militare al servizio di Rodolfo II d'Asburgo e morto nel 1583, che combatté contro i turchi e che fu insignito con un Diploma del titolo di nobile del Sacro Romano Impero per sé e per i suoi eredi citati in Pietro, Andrea, Niccolò e Silvestro.[5]
- Gian Andrea, barone di Telvana, dove possedeva miniere di rame, che nato nel 1618 divenne famoso per aver salvato dall'invasione dei turchi il castello di San Benedetto in Ungheria, morendo a soli 30 anni.[6].

Il 29 settembre 1668, a seguito dell'acquisto di un latifondo nel bergamasco, furono innalzati dal Senato veneziano alla dignità comitale, con i predicati di Morengo e Carpenedo; il 27 dicembre di quello stesso anno, invece, a seguito del versamento della somma dei 100.000 ducati previsti per l'ascrizione al corpo patrizio veneziano, un decreto del Senato concesse ai membri di questo casato di accedere al Maggior Consiglio.

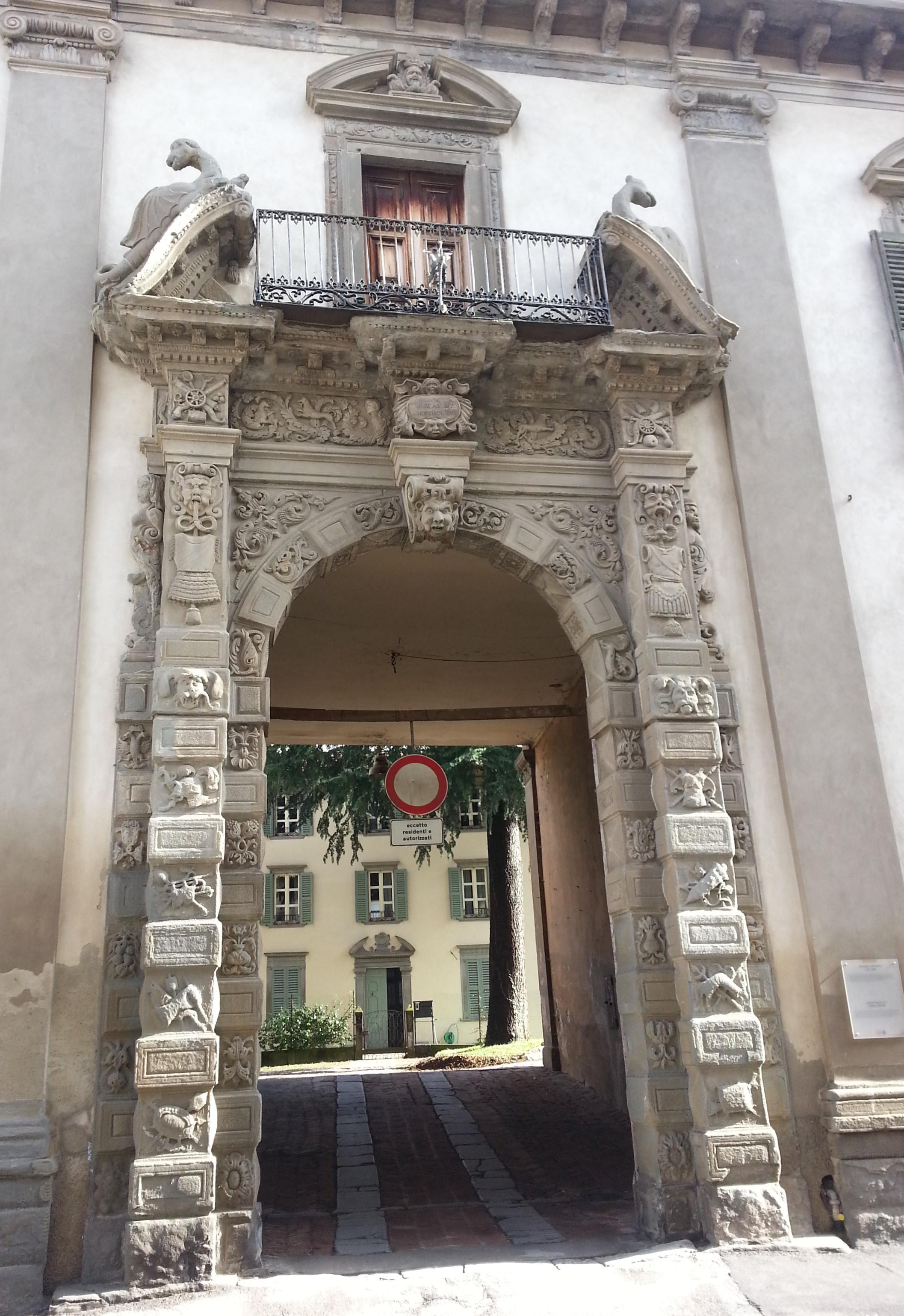
Portale -Palazzo Giovanelli (Gandino)

I Giovanelli nel 1652 risultano quindi essere decorati con il titolo di nobili del regno d'Ungheria, concesso dal Sacro Romano Imperatore Ferdinando III d'Asburgo a Giovanni Andrea e Giovanni Carlo Giovanelli, e in seguito confermato loro da Leopoldo I d'Asburgo con Diploma del 1660, con il quale insigniva gli stessi anche del titolo di magnati d'Ungheria. Nel 1678, inoltre, i Giovanelli furono investiti del titolo di conti del Sacro Romano Impero e degli Stati ereditari austriaci. Infine, essendo divenuti proprietari di due feudi acquistati direttamente dalla casa d'Austria (l'uno, consistente nei castelli di Telvana e Castel San Pietro, in Trentino; l'altro, costituito dai villaggi di Caldaro, Castel Varco e Baumgartnoss, in Tirolo), competé loro anche il titolo di conti del primo e signori del secondo.
Il palazzo di Gandino fu edificato da Gian Andrea Giovanelli e doveva essere la sua residenza negli ultimi anni di vita, ma non fu mai ultimato. Giovanelli, che fu commissario generale dell'esercito d'Asburgo, morì il 25 dicembre 1673 a Lisburgo, alla corte di Leopoldo I d'Asburgo.
Ancora presenti nel capoluogo alla caduta della Serenissima (1797) con un procuratore di San Marco e un ecclesiastico, Federico Maria Giovanelli, prima vescovo di Chioggia e poi patriarca di Venezia (in carica proprio quando Venezia ospitò il conclave del 1799-1800), i Giovanelli ricevettero, da parte del Governo imperiale austriaco, la conferma delle proprie patenti di nobiltà e del titolo di conti dell'Impero d'Austria con Sovrana Risoluzione datata 4 febbraio 1817.
Nel 1847 la famiglia ottenne per il capofamiglia il titolo ereditario di Principe (dell'Impero Austriaco), riconosciuto nel Libro d'oro della nobiltà italiana. Dopo il passaggio del Veneto al governo italiano i Giovanelli avranno ruoli alla Corte sabauda.
Nel 1966 il principe Carlo Giovanelli (1942-2016) sposò Elettra Marconi, figlia del marchese Guglielmo Marconi (il pioniere della radio, vincitore del Premio Nobel per la fisica nel 1909) e della seconda moglie Maria Cristina Bezzi-Scali.

## Membri illustri
Tra i personaggi della famiglia vi furono:
- Federico Maria Giovanelli (1728 – 1800), ecclesiastico, vescovo di Chioggia dal 1773 al 1776 e patriarca di Venezia dal 1776 fino alla morte
- Il principe Giuseppe Giovanelli (1824 – 1886), politico italiano (senatore e sindaco di Venezia).
- Inoltre “Pietro Giovanelli” che pubblicò sei volumi di musiche sacre nel 1568; “Ruggero Giovanelli” nato nel 1560 compositore di misura e maestro di cappella nella chiesa romana di San Luigi dei Francesi nonché della basilica di San Pietro.[4]

## Luoghi e architetture
- Palazzo Marcucci[9], a Saludecio
- Palazzo Donà Giovannelli, a Cannaregio
- Palazzo Giovanelli, a Santa Croce
- Palazzo Giovanelli, a Morengo
- Villa Giovanelli, a Noventa Padovana
- Villa Giovanelli Fogaccia, a Roma
- Villa "Il Castelletto", a Torreglia
- Villa San Fermo, a Lonigo
- Palazzo Giovanelli, a Gandino
- Palazzo Fogaccia, a Clusone